# Carl Hårleman
Carl Hårleman (ur. 23 czerwca 1886 w Västerås, zm. 20 sierpnia 1948 w Halmstad) – szwedzki gimnastyk i lekkoatleta.

## Dzieciństwo
Hårleman urodził się w szlacheckiej rodzinie – był synem Larsa Johana Hårlemana i Anny Ulfsparre af Broxvik.

## Kariera
Był członkiem szwedzkiej drużyny, która zdobyła złoty medal w wieloboju drużynowym na igrzyskach w 1908 z 438 punktami.
W 1911 był 3. na mistrzostwach kraju w skoku o tyczce.
W 1912 wystartował na igrzyskach olimpijskich jako tyczkarz i zajął 12. miejsce w kwalifikacjach z wynikiem 3,60 m.
W 1914 ponownie uplasował się na 3. pozycji w mistrzostwach kraju.
W 1917 został mistrzem Szwecji w skoku o tyczce. 30 czerwca tegoż roku pobił rekord kraju skacząc 3,88 m. Rekord przetrwał do 1921, gdy o 2 cm pobił go Lars Tirén.
Reprezentował kluby Västerås GF jako gimnastyk i IFK Falun jako tyczkarz.
W 1917 zakończył karierę i został działaczem sportowym.
W latach 1918–1921 i 1924–1930 był członkiem zarządu Szwedzkiego Związku Narciarskiego (w latach 1926-1930 był jego sekretarzem).
W latach 1920–1921 pełnił funkcję sekretarza Svenska Skridskoförbundet.

## Życie prywatne
Jego żoną była Carola Catharina Hårleman.